# Sistole

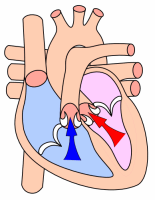
Sistole ventricolare

La sistole è la fase di contrazione del muscolo cardiaco quindi della spinta del sangue al suo esterno. Fase opposta è la diastole cioè quella di rilassamento.

## Etimologia
Dal greco συστολή, «contrazione», derivato dal verbo συστέλλω, «restringere, contrarre».

## Descrizione
Si utilizza spesso in ambito cardiaco, ma è facile sentirla anche in riferimento ad altri organi: per esempio la "sistole caliciale" identifica la fase di contrazione dei calici renali per spremere le piramidi e aiutare il deflusso di urina.
Nella sistole atriale il sangue contenuto negli atri (le camere superiori) passa nei ventricoli, in seguito agli impulsi generati dal nodo senoatriale. Nell'elettrocardiogramma, la sistole atriale inizia poco dopo la rilevazione dell'onda P.
Nella sistole ventricolare, la contrazione dei ventricoli genera una pressione che fa fluire il sangue verso i polmoni e verso l'aorta (complesso QRS dell'elettrocardiogramma). Il volume di sangue che rimane nel ventricolo dopo la contrazione è detto volume telesistolico.
L'incisura dicrotica corrisponde a un piccolo aumento della pressione aortica che si ha subito dopo il termine della sistole cardiaca, in corrispondenza della chiusura della valvola semilunare aortica.